# Avgustin Bicimungu
Avgustin Bicimungu (Augustin Bizimungu; 28. avgust 1952) je bivši general Ruandanskih oružanih snaga. Tokom 1994. je kratko bio načelnik general-štaba oružanih snaga. Tokom tog perioda je obučavao pripadnike Interahamve za sprovođenje genocida i delom rukovodio njime
Hutu po nacionalnoj pripadnosti, Bicimungu je bio potpukovnoik do 6. 4.a 1994. kada je posle smrti načelnika general-štaba u avionskoj nesreći unapređen u general-majora a zatim je i preuzeo komandu nad Ruandanskim vojnim snagama.
Posle pobede Tucia je navodno rekao kako će oni "vladati pustinjom"

## Hapšenje
Međunarodni krivični tribunal za Ruandu je 12. 4.a, 2002. izdao nalog za hapšenje Bicimunga koji u to vreme radio sa angolijskim pobunjenicima. Tokom avgusta 2002. su ga uhapsile snage vlade Angole, nako čega je prebačen u sud UN-a za ratne zločine u Tanzaniji.

## Literatura
- Dallaire, Romeo (2009). Shake Hands With the Devil: The Failure of Humanity in Rwanda. Random House LLC. ISBN 978-0-307-37119-5.

## Spoljašnje veze
- Sajt o suđenju Bicimungi